# パトリス・ルムンバ
パトリス・エメリィ・ルムンバ（Patrice Emery Lumumba、1925年7月2日 - 1961年1月17日）は、コンゴ共和国（旧ベルギー領コンゴ、後のコンゴ民主共和国）の政治家、民族運動家。同国独立期の指導者で初代首相。

## プロフィール

### 生い立ち
1925年7月2日にベルギー領コンゴのカサイ州北部オナリア村の農家に生まれる。プロテスタント系のウエンボ・ニヤマ学校で教育を受ける。学校を卒業後、郷里を出てキサンガニ（旧スタンリービル）の郵便局事務員として働いた。

### 政界進出
1958年10月10日、コンゴ国民運動（MNC）を創設する。1958年11月23日、ガーナのアクラで開催された全アフリカ人民会議（AAPC）にコンゴ国民運動を代表して参加した。1959年4月にコンゴ国民運動は、最初の全国大会をカナンガ（旧ルルワブール）で開催し、コンゴの早期独立を要求した。最初、コンゴ国民運動の地盤はキサンガニに限定されていたが、次第にカサイ、キブー、赤道諸州に勢力を拡大していった。ルムンバは、コンゴ国民運動の指導者として部族間の紛争を防止し、コンゴ国民の一致団結とアフリカ諸国の独立運動に尽力していった。

### 初代首相
1960年にコンゴで総選挙が実施され、下院議員137名、上院議員84名が選出されることになった。コンゴ国民運動は総選挙で勝利を収め、下院において40議席を獲得した。
1960年6月24日に初代首相に就任し、同日にジョゼフ・カサブブが大統領に就任した。ルムンバは親ベルギー系のアバコ党（下部コンゴ国民同盟）およびコナカット党と連立内閣を組閣した。外相はアバコ党のジュスタン・マリ・ボンボコ、経済相にコナカット党のヤバがそれぞれ就任した。こうして1960年6月30日に正式にコンゴ民主共和国は独立した。

### コンゴ動乱
しかし、コンゴに駐留していたベルギー軍の挑発行為に対して、ルムンバがベルギー軍の撤退を要求した事から事態は急変した。7月8日、ベルギー軍は首相官邸を襲撃、7月9日、キンシャサ国際空港を占領。さらにベルギー本国から空挺部隊が増援された。このような事態を受けて、ルムンバは7月10日にベルギーとの国交断絶を表明し、同時に国際連合とアフリカ諸国に対して援助を要請した。7月11日、カタンガ州がカタンガ国として独立することを宣言。8月2日、かねてからベルギーの支援を受けていたカタンガ国臨時大統領モイーズ・チョンベは、国連軍のカタンガへの駐留を拒否した。カタンガは世界の銅の生産量の約70%を産出する戦略上重要な地域であり、銅輸出による経済開発を念頭においていた独立コンゴにとっては、カタンガの分離独立は容認せざる事態であった。

### 殺害

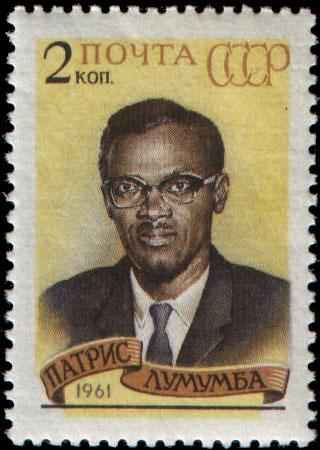
ソビエト連邦が1961年に発行した切手

ルムンバとカサブブの対立も次第に激化し、9月6日ルムンバは臨時閣議を開きカサブブ大統領の解任決議を採択した。しかしカサブブは逆にルムンバを更迭し、後任の首相にジョゼフ・イレオを任命する事態になった。9月8日、大統領解任決議案が上下両院で採択され、下院では成立を見たが、上院では成立せず、ルムンバは事実上敗れた形となった。
12月1日夜、国軍参謀長だったジョゼフ・モブツ将軍（後のモブツ・セセ・セコ大統領）はカサブブ側に立ちクーデターを敢行。カザブブ大統領の命令でルムンバを逮捕した。1961年1月17日、ルムンバと2人の同志は、キサンガニ空港で飛行機から引きずり出されて深夜に白人の傭兵とチョンベの兵によって殺害された（CIAの現地基地には「フランドル出身のベルギー人将校が軽機関銃で処刑した」と報告された）。遺体は一度埋められた後、翌1月18日に掘り起こされてローデシア近郊まで移動された後、21日に硫酸で溶かされて数本の歯と頭蓋骨の欠片だけが残された。1999年のベルギーのテレビ局によるドキュメント番組では、遺体の処理を実行したベルギーの警察長官Gerard Soeteが遺体から取り出した歯と銃弾を見せている。この歯はコンゴに返還されることとなり、2022年6月20日にルムンバの親族に返還された。